# Cerradomys langguthi
Cerradomys langguthi é uma espécie de roedor da América do Sul, que ocorre somente na Região Nordeste do Brasil. Essa espécie era parte de C. subflavus, que por muitos anos foi chamado de Oryzomys subflavus. Cerradomys langguthi foi descrita em homenagem ao Dr. Alfredo Langguth, por sua dedicação e compromisso com o desenvolvimento da mastozoologia no Brasil.